# Jerzy Zomer
Jerzy Zomer ps. Gwóźdź (ur. 16 września 1925 w Dęblinie, zm. 2 czerwca 2016 tamże) – polski nauczyciel, żołnierz polskiego ruchu oporu w czasie II wojny światowej.

## Życiorys
Pochodził z kolejarskiej rodziny. Po wybuchu II wojny światowej celem uniknięcia wywózki na roboty przymusowe w III Rzeszy podjął pracę w zakładzie fryzjerskim. W 1942 roku został zabrany do dęblińskiego obozu pracy przymusowej, skąd zbiegł po kilku miesiącach. Wstąpił do Armii Krajowej, w szeregach której walczył w 15 Pułku Piechoty „Wilków” pod dowództwem mjr. Mariana Bernaciaka „Orlika”.
Po zakończeniu działań wojennych kontynuował naukę - najpierw w Gimnazjum Handlowym w Dęblinie (1946-1948), a następnie Liceum Pedagogicznym w Leśnej Podlaskiej (1948-1952).
W 1948 roku podjął pracę nauczyciela, będąc zatrudnionym w szkołach w Poizdowie, Adamowie, Krzówce oraz Domaszewnicy (w dwóch ostatnich placówkach pełnił funkcje kierownika). Następnie, od 1959 pracował w szkołach podstawowych w Łukowie; najpierw w Szkole Podstawowej nr 3 (do 1963 roku) a następnie w Szkole Podstawowej nr 1 (1963-1971), gdzie pełnił funkcje zastępcy kierownika placówki. W międzyczasie ukończył w 1969 roku studium nauczycielskie na kierunku matematyka i fizyka. W 1971 roku został powołany na stanowisko kierownika Szkoły Podstawowej nr 3, gdzie pracował do przejścia na emeryturę w 1991 roku. W 1980 roku ukończył Instytut Kształcenia Nauczycieli w Warszawie. Podczas kierowania placówką przyczynił się do jej rozbudowy i modernizacji. Po przejściu na emeryturę przeprowadził się do rodzinnego Dęblina.

## Odznaczenia
Za swą działalność był wielokrotnie odznaczany. Otrzymał m.in. Krzyż Kawalerski Orderu Odrodzenia Polski, Złoty i Srebrny Krzyż Zasługi, Krzyż Armii Krajowej, Krzyż Partyzancki, Medal Komisji Edukacji Narodowej, Odznakę Akcji Burza, Odznakę Weterana Walk o Niepodległość Polski oraz Honorową Odznaka Przyjaciół Harcerstwa.